# Pohár mistrů evropských zemí 1971/1972
Sezóna 1971/72 byla 17. ročníkem Poháru mistrů evropských zemí. Jejím vítězem se stal nizozemský klub AFC Ajax, který tak obhájil titul z minulého ročníku.

## Předkolo
| Domácí v 1. zápase | Celkem | Hosté v 1. zápase | 1. zápas | 2. zápas |
| ------------------ | ------ | ----------------- | -------- | -------- |
| Valencia CF        | 4–1    | Union Lucemburk   | 3–1      | 1–0      |

## První kolo
| Domácí v 1. zápase  | Celkem | Hosté v 1. zápase        | 1. zápas | 2. zápas |
| ------------------- | ------ | ------------------------ | -------- | -------- |
| Marseille           | 3–2    | Górnik Zabrze            | 2–1      | 1–1      |
| AFC Ajax            | 2–0    | Dynamo Drážďany          | 2–0      | 0–0      |
| Reipas Lahti        | 1–9    | Grasshopper Club Zürich  | 1–1      | 0–8      |
| Strømsgodset        | 1–7    | Arsenal FC               | 1–3      | 0–4      |
| FC Dinamo București | 2–21   | Spartak Trnava           | 0–0      | 2–2      |
| Feyenoord           | 17–0   | Olympiakos Nicosia       | 8–0      | 9–0      |
| FC Swarovski Tirol  | 1–7    | Benfica SL               | 0–4      | 1–3      |
| PFK CSKA Sofia      | 4–0    | Partizani Tirana         | 3–0      | 1–0      |
| Valencia CF         | 1–12   | Hajduk Split             | 0–0      | 1–1      |
| Újpesti Dózsa       | 4–1    | Malmö FF                 | 4–0      | 0–1      |
| Boldklubben 1903    | 2–4    | Celtic FC                | 2–1      | 0–3      |
| ÍA                  | 0–4    | Sliema Wanderers         | 0–4      | 0–0      |
| Inter Milán         | 6–4    | AEK Athény               | 4–1      | 2–3      |
| Cork Hibernians     | 1–7    | Borussia Mönchengladbach | 0–5      | 1–2      |
| Galatasaray         | 1–4    | PFK CSKA Moskva          | 1–1      | 0–3      |
| Standard Liège      | 5–2    | Linfield FC              | 2–0      | 3–2      |

1 FC Dinamo București postoupilo do dalšího kola díky více vstřeleným brankám na hřišti soupeře.
2 Valencia CF postoupila do dalšího kola díky více vstřeleným brankám na hřišti soupeře.

## Druhé kolo
| Domácí v 1. zápase      | Celkem | Hosté v 1. zápase        | 1. zápas | 2. zápas |
| ----------------------- | ------ | ------------------------ | -------- | -------- |
| Marseille               | 2–6    | AFC Ajax                 | 1–2      | 1–4      |
| Grasshopper Club Zürich | 0–5    | Arsenal FC               | 0–2      | 0–3      |
| FC Dinamo București     | 0–5    | Feyenoord                | 0–3      | 0–2      |
| Benfica SL              | 2–1    | PFK CSKA Sofia           | 2–1      | 0–0      |
| Valencia CF             | 1–3    | Újpesti Dózsa            | 0–1      | 1–2      |
| Celtic FC               | 7–1    | Sliema Wanderers         | 5-0      | 2–1      |
| Inter Milán             | 4–2    | Borussia Mönchengladbach | 4–2      | 0–0      |
| PFK CSKA Moskva         | 1–2    | Standard Liège           | 1–0      | 0–2      |

## Čtvrtfinále
| Domácí v 1. zápase | Celkem | Hosté v 1. zápase | 1. zápas | 2. zápas |
| ------------------ | ------ | ----------------- | -------- | -------- |
| AFC Ajax           | 3–1    | Arsenal FC        | 2–1      | 1–0      |
| Feyenoord          | 2–5    | Benfica SL        | 1–0      | 1–5      |
| Újpesti Dózsa      | 2–3    | Celtic FC         | 1–2      | 1–1      |
| Inter Milán        | 2–21   | Standard Liège    | 1–0      | 1–2      |

1 Inter Milán postoupil do dalšího kola díky více vstřeleným brankám na hřišti soupeře.

## Semifinále
| Domácí v 1. zápase | Celkem | Hosté v 1. zápase | 1. zápas | 2. zápas |
| ------------------ | ------ | ----------------- | -------- | -------- |
| AFC Ajax           | 1–0    | Benfica SL        | 1–0      | 0–0      |
| Inter Milán        | 0–01   | Celtic FC         | 0–0      | 0–0      |

1 Inter Milán zvítězil na penalty 5:4.

## Finále
| 31. května 1972        |        |             |                                                                                |
| AFC Ajax               | 2 – 0  | Inter Milán | Feijenoord Stadion, Rotterdam diváci: 61 354 rozhodčí: Robert Helies (Francie) |
| Johan Cruijff 47', 78' | Report |             | Feijenoord Stadion, Rotterdam diváci: 61 354 rozhodčí: Robert Helies (Francie) |

## Vítěz
| Pohár mistrů evropských zemí 1971/72 AFC Ajax (2. titul) Heinz Stuy, Wim Suurbier, Barry Hulshoff, Horst Blankenburg, Ruud Krol, Johan Neeskens, Arie Haan, Gerrie Mühren, Sjaak Swart, Johan Cruijff, Piet Keizer Trenér: Ștefan Kovács |